# Pont d'Empalot de 1916
Le pont d'Empalot est un pont traversant la Garonne à Toulouse de type pont en treillis bow-string.

## Histoire
Le pont actuel d'Empalot date de 1916 et a été fermé à la circulation en 2008. Le pont, dont les accès ont été condamnés, faisait alors l'objet d'une réouverture mais qui n'a finalement jamais eu lieu. Depuis sa fermeture, le pont est totalement abandonné, et les murs empêchant l'accès au pont ont été partiellement détruits et il est utilisé par quelques piétons et un grand nombre de graffitis sont présents dessus.

## Situation
Les trois ponts d'Empalot se trouvent en aval du pont de Portet-Pinsaguel et en amont de la passerelle de la Poudrière. Il est le plus en amont des trois ponts, suivi par le pont ferroviaire et celui du périphérique.
Le pont en lui-même relie le chemin de la Loge avec le chemin des Étroits, qu'il enjambe, et l'avenue d'Empalot (devenue partie intégrante du périphérique toulousain).

## Caractéristiques techniques
Le pont a été conçu en béton armé et a une longueur de 177 mètres.